# Дивљи каранфил
Дивљи каранфил (лат. Dianthus pontederae), је вишегодишња зељаста биљка из породице каранфила (Caryophilaceae). Цвета од маја до јула.

## Опис
Стабло је усправно, висине око 60 цм. Листови су ланцетасти, са пиком на врху, величине од 2 до 4 мм, полазе из рукавца чија је дужина неколико пута већа од дијаметра стабла. Цветови су организовани у главичасту цваст, по 5 и више, и розе су боје. Чашични листићи су распоређени у 2 реда.

## Ареал распрострањености
Ова врта аутохтоно расте на просторуː Италије, Мађарске, Румуније, Чешке, Аустрије, Бугарске и Србије.

## Станиште
Дивљи каранфил расте на пековитој или каменитој подлози на планинама или ливадама. У Србији чест је на Ртњу. 

## Угроженост и заштита
Све врсте из рода Dyanthus su заштићени на подручју Србије.

## Галерија
- Dyanthus pontederae, cvet
- Dyanthus pontederae, cvet
- Dyanthus pontederae, cvet
- Dyanthus pontederae, cvet
- Dyanthus pontederae, cvet